# Olbramkostel
Olbramkostel (Duits: Wolframitzkirchen) is een Moravische vlek (městys) in de Tsjechische regio Zuid-Moravië, en maakt deel uit van het district Znojmo. Olbramkostel telt 531 inwoners (2023).

## Geschiedenis
- 1263 – De eerste schriftelijke vermelding van Olbramkostel.
- 2006 – De gemeente Olbramkostel krijgt (opnieuw) de status vlek.[1]